# Жарнак (кантон)
Жарна́к (фр. Jarnac) — кантон во Франции, находится в регионе Пуату — Шаранта, департамент Шаранта. Входит в состав округа Коньяк.
Код INSEE кантона — 1617. Всего в кантон Жарнак входят 14 коммун, из них главной коммуной является Жарнак.
Население кантона на 2007 год составляло 12 599 человек.
Коммуны кантона:
- Бассак
- Жарнак
- Жюльен
- Ле-Метери
- Мериньяк
- Нерсийак
- Репарсак
- Сент-Север
- Сигонь
- Трияк-Лотре
- Улет
- Флёрак
- Фуссиньяк
- Шассор